# David Greene
David Greene (Manchester, Anglaterra, 22 de febrer de 1921 − Ojai, Califòrnia, Estats Units, 7 d'abril de 2003) va ser un director, guionista, productor i actor anglès.

## Filmografia

### Director

#### Cinema
- 1967: The Shuttered Room
- 1968: Sebastian
- 1968:  The Strange Affair
- 1969:  Start Counting
- 1970: The People Next Door
- 1972:  Madame Sin
- 1973:  Godspell: A Musical Based on the Gospel According to St. Matthew

#### Televisió
- 1953: Ford Television Theatre (sèrie, 2 episodis Ebb Tide Othello
- 1955: Scope
- 1955: Folio direcció i producció
- 1957:  Studio One
- 1957:  Twelfth Night (Telefilm)
- 1958: Suspicion
- 1958:  Goodyear Theatre (sèrie, 1 episodi The Chain and the River
- 1958:  Pursuit
- 1959:  Playhouse 90 (sèrie, 1 episodi Diary of a Nurse
- 1960:  Five Fingers
- 1960:  General Electric Theater (sèrie, 1 episodi The Web of Guilt
- 1960:  Armchair Mystery Theatre (sèrie, 1 episodi The Case of Paul Danek
- 1960:  Shirley Temple's Storybook (sèrie, 1 episodi The prince and the Pauper
- 1959-1960:  Armchair Theatre
- 1962: The Twilight Zone (sèrie, 1 episodi A Piano in the House
- 1961-1962:  Sir Francis Drake
- 1962:  Man of the World
- 1962: The Saint (sèrie, 1 episodi The Pearls of Peace
- 1963-1964: Espionage
- 1962-1965:  The Nurses
- 1962-1965: The Defenders
- 1963-1964:  Drama 61-67
- 1965:  For the People (sèrie, 1 episodi ...To Prosecute All Crimes...
- 1966:  Shane
- 1967:  Coronet Blue
- 1968:  CBS Playhouse (sèrie, 1 episodi The People Next Door
- 1971: The Persuaders!
- 1975: The Count of Monte-Cristo (Telefilm)
- 1975: Ellery Queen (Telefilm)
- 1975: Ellery Queen (sèrie, 1 episodi The Adventure of Auld Lang Syne
- 1976:  London Conspiracy (Telefilm)
- 1976: Rich Man, Poor Man
- 1977: Roots
- 1977:  Lucan (Telefilm)
- 1977:  The Trial of Lee Harvey Oswald (Telefilm)
- 1978: Gray Lady Down (Telefilm)
- 1979:  Friendly Fire (Telefilm)
- 1979:  A Vacation in Hell (Telefilm)
- 1981:  The Choice (Telefilm)
- 1981:  Hard Country (Telefilm): director i productor
- 1982: World War III (Telefilm)
- 1982: Rehearsal for Murder  (Telefilm)
- 1982: Take Your Best Shot (Telefilm)
- 1983:  Ghost Dancing (Telefilm)
- 1983: Prototype (Telefilm)
- 1984: The Guardian (Telefilm)
- 1984:  Sweet Revenge (Telefilm): director i productor executiu
- 1984:  Fatal Vision (Telefilm)
- 1985: Guilty Conscience (Telefilm)
- 1985:  Murder Among Friends (Telefilm)
- 1985: This Child Is Mine (Telefilm)
- 1986: Miles to Go... (Telefilm)
- 1986: Triplecross (Telefilm)
- 1986: Vanishing Act (Telefilm)
- 1986:  Circle of Violence: A Family Drama (Telefilm): direcció i producció
- 1987: The Betty Ford Story (Telefilm)
- 1987: After the Promise(Telefilm)
- 1988: Inherit the Wind (Telefilm)
- 1988:  Liberace: Behind the Music (Telefilm)
- 1989: Small Sacrifices (Telefilm)
- 1989: The Penthouse(Telefilm): director i productor executiu
- 1989:  Red Earth, White Earth (Telefilm)
- 1990: In the Best Interest of the Child (Telefilm)
- 1991: What Ever Happened to Baby Jane? (Telefilm)
- 1991: Night of the Hunter (Telefilm)
- 1991:  ...And Then She Was Gone (Telefilm)
- 1992:  Honor Thy Mother (Telefilm)
- 1992: Willing to Kill: The Texas Cheerleader Story (Telefilm)
- 1994: Beyond Obsession (Telefilm)
- 1994:  Frostfire (Telefilm)
- 1994: S poils of War (Telefilm)
- 1995: Children of the Dust (Telefilm)
- 1996:  Princessa in Love (Telefilm)
- 1996: A Season in Purgatory (Telefilm)
- 1997: Bella Mafia (Telefilm)
- 1997: Breach of Faith: Family of Cops II(Telefilm)
- 1998: The Girl Next Door (Telefilm)

### Productor
- 1969:  I Start Counting
- 1977: Lucan (Telefilm)
- 1979:  A Vacation in Hell (Telefilm)
- 1981:  The Choice (Telefilm)
- 1981:  Hard Country
- 1984:  The Act (Telefilm)
- 1985:  A Marriage
- 1985:  Sudden Death
- 1987: The Survivalist

### Guionista
- 1953:  The Vigil (Adaptació)
- 1953:  Ford Television Theatre (Adaptació)
- 1962:  Sir Francis Drake (sèrie, 3 episodis  Escape,  Mission to Paris, i  The Doughty Plot
- 1963-1964: Espionage (sèrie, 2 episodis  To the Very End, 1963, i  Medal for a Turned Coat, 1964)
- 1972:  Madame Sin
- 1973:  Godspell: A Musical Based on the Gospel According to St. Matthew

### Actor
- 1948: The Small Voice de Fergus McDonell: Jim
- 1948:  Daughter of Darkness de Lance Comfort: David Price
- 1949:  The Golden Madonna de Ladislao Vajda: Johnny Lester
- 1950: The Wooden Horse de Jack Lee: Bennett
- 1951:  The Dark Light de Vernon Sewell: Johnny
- 1952:  Goodyear Television Playhouse (sèrie, 1 episodi The Medea Cup de Delbert Mann)

## Premis i nominacions

### Premis
- 1976: Primetime Emmy al millor director en sèrie dramàtica per Rich Man, Poor Man
- 1977: Primetime Emmy al millor director en sèrie dramàtica per Roots
- 1979: Primetime Emmy al millor director en sèrie dramàtica per Friendly Fire

### Nominacions
- 1973: Palma d'Or per Godspell: A Musical Based on the Gospel According to St. Matthew
- 1985: Primetime Emmy al millor director en sèrie dramàtica per Fatal Vision